# Éric Serra-Tosio
Ne doit pas être confondu avec Éric Serra.
Éric Serra Tosio, dit Rico, est un musicien français né en 1974.
Il est le batteur du groupe Dionysos depuis sa création. Il a également créé le groupe Corléone avec Stéphan Bertholio, autre membre de Dionysos, et Armand Gonzales, du groupe Sloy.

## Discographie
- 2007 - La Mécanique du cœur : batterie, percussions, sifflets
- 2012 - Bird 'n' Roll : batterie, percussions, sifflets, chœurs
- 2016 - Vampire en pyjama : batterie, sifflet, chœurs